# GRAB 3
Solrad 3 (ang. Solar Radiation 3 – promieniowanie słoneczne) – amerykański satelita wywiadu elektronicznego. Był trzecim statkiem z serii GRAB. Pozostawał utajniony do czerwca 1998. Zbudowany przez Naval Research Laboratory, NRL.
Solrad 3 został wystrzelony wraz z satelitami Transit 4A i Injun 1. Injun 1 i Solrad 3 odłączyły się od Transita, ale nie odłączyły się od siebie. Chaotyczny ruch obu połączonych ze sobą satelitów, o okresie kilku minut, monitorowano jednym z magnetometrów. Statek pozostaje na orbicie, której żywotność szacuje się na 900 lat.

## Nazewnictwo
Satelita ten, jak i cały program badawczy z nim związany, miał wiele nazw, które miały zataić prawdziwe przeznaczenie statku. Pierwotnie nazwany  był Plotkarzem (ang. Tattletale), a później GRAB (grabić, porywać, w tym wypadku informacje). By przeznaczenie satelity nie było jasne dla ZSRR, projekt nazwano GREB (słowo pozbawione znaczenia w języku angielskim) i wymyślono dla tego skrótu odpowiednie rozwinięcie: Galactic Radiation Experimental Background (eksperyment tła promieniowania galaktycznego). By jeszcze bardziej zaciemnić przeznaczenie satelitów serii GRAB, wysyłano je pod nazwą Solrad (z numerami od 1 do 7). Miało to wskazywać, że będą one prowadzić obserwacje Słońca.

## Opis misji

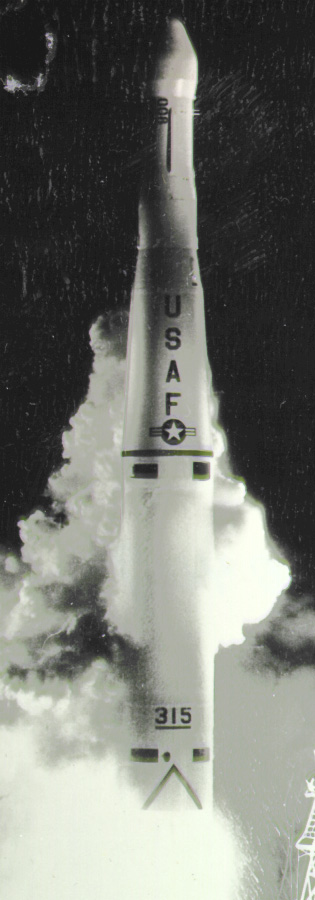
Start rakiety Thor Able Star z satelitami Transit 4A, GRAB 3 i Injun 1

Odbiorniki satelitów GRAB miały zbierać dane o parametrach pracy radzieckich radarów obrony powietrznej. Satelity GRAB nie były wystrzeliwane samodzielnie, lecz jako ładunki dodatkowe wraz z innymi satelitami. Pozyskane dane były przekazywane przez NRL do Dowództwa Strategicznego Sił Powietrznych i do Narodowej Agencji Bezpieczeństwa NSA, co może wskazywać, że przechwytywano również radzieckie meldunki radiowe.

## Budowa i działanie
Statek był aluminiową kulą o średnicy 51 cm, z sześcioma okrągłymi ogniwami słonecznymi, o średnicy 15 cm. Ładowały one akumulatory NiCd.
NRL zbudowało również pełnowymiarowy model satelity, prawdopodobnie z zapasowych części. W 1975 trafił do National Air and Space Museum w Waszyngtonie. W latach 1976–1982 wystawiony był na ekspozycji „Satelity”, a w latach 1983-1997, jako część ekspozycji „Gwiazdy”.

## Ładunek
Nietajne wyposażenie naukowe stanowiły dwie komory jonizacyjne. Rejestrowały one promieniowanie rentgenowskie z zakresu, odpowiednio, 0,2 – 0,8 nm i 0,8 – 2 nm. Umieszczone były na obwodzie satelity, w odstępie 60° od siebie. Przed penetracją przez energetyczne protony (<1 MeV) i elektrony (< 1 MeV) były chronione trwałymi magnesami. Czułość spektralną komór określały ich aluminiowe okienka wlotowe i wypełniacz w postaci azotu. Fotokomórka mierzyła kąt między Słońcem a płaszczyzną równika satelity. Obsługa danych była w zasadzie taka sama jak w komorach jonizacyjnych satelity GRAB 1. Prąd z komór mierzony był przez stabilizowane elektrometry. Dane były przesyłane na Ziemię w czasie rzeczywistym i nagrywane na taśmy magnetyczne przez mobilne stacje naziemne NASA. Nieodłączenie się od siebie satelitów Injun 1 i GRAB 3 spowodowało, że pierwsza z komór nie zwróciła żadnych użytecznych danych. Druga wykonała 101 użytecznych pomiarów, niestety, mocno zakłóconych wysokoenergetycznymi cząstkami, głównie pochodzenia słonecznego. Dane zebrano między 29 czerwca a 26 listopada 1961.